# Mycoblastus
Mycoblastus Norman (grzybik) – rodzaj grzybów z typ workowców (Ascomycota). Ze względu na współżycie z glonami zaliczany jest do grupy porostów.

## Systematyka i nazewnictwo
Pozycja w klasyfikacji według Index Fungorum: Tephromelataceae, Lecanorales, Lecanoromycetidae, Lecanoromycetes, Pezizomycotina, Ascomycota, Fungi.
Synonimy nazwy naukowej: Megalospora A. Massal., Mycoblastomyces Cif. & Tomas., Oedemocarpus Trevis.
Nazwa polska według W. Fałtynowicza.

## Gatunki występujące w Polsce
- Mycoblastus affinis (Schaer.) T. Schauer 1964 – grzybik pokrewny
- Mycoblastus alpinus (Fr.) Hellb. 1893 – grzybik alpejski
- Mycoblastus fucatus (Stirt.) Zahlbr. 1926 – grzybik płonny
- Mycoblastus sanguinarius (L.) Norman 1926 – grzybik krwawy

Nazwy naukowe na podstawie Index Fungorum.  Nazwy polskie według W. Fałtynowicza.